# Deborah Lipstadt
Deborah Esther Lipstadt (født 18. marts 1947) er en amerikansk historiker som specialiserer sig i studiet af Holocaust og af holocaustbenægtelse. I 2000 blev hun centrum for den højtprofilerede retssag ihvilken David Irving som hun havde beskrevet som holocaustbenægter, racist og antisemit, sagsøgte hende for injurier. Hun vandt retssagen. Hendes mest kendte bøger er Denying the Holocaust (1993) en analyse af holocaustbenægtelse som fænomen, History on Trial: My Day in Court with a Holocaust Denier (2005) om retssagen mod Irving, og The Eichmann Trial (2011) om retssagen mod Adolf Eichmann. Hun er professor i jødisk historie og holocauststudier ved Emory University i Georgia. I 2016 udkom filmen Denial om Irving retssagen baseret på Lipstadts bog fra 2005, skuespilleren Rachel Weisz spillede rollen som Lipstadt selv.